# Bissorã
Bissorã est une ville située dans la région Oio de Guinée-Bissau.